# 친일반민족행위 정의 사건
친일반민족행위 정의 사건은 대한민국의 헌법재판소 판례이다. 
청구인은 한일합병 직후 조선귀족령에 의하여 일본정부로부터 남작의 작위를 받았는데, 이는 반민규명법 제2조 제7호에 해당한다. '일제강점하 반민족행위 진상규명에 관한 특별법'에 따라 설치된 친일반민족행위진상규명위원회는 반민규명법에 따른 조사를 거쳐 청구인의 증조부의 행위를 친일반민족행위로 결정하였다. 청구인은 서울행정법원에 반민규명위원회를 상대로 이 사건 결정의 최소를 구하는 행정소송을 제기하고, 위 소송계속중에 반민규명법 제2조 제7호, 제19호가 헌법 제10조, 제11조, 제13조 제2항, 제3항, 제17조에 위반된다는 이유로 위헌법률심판제청신청을 하였으나 기각되자 헌법소원심판을 청구하였다. 

## 제한되는 기본권
일반적 인격권에는 개인의 명예에 관한 권리도 포함되는데 사회적 평가가 침해되어 헌법 제10조에서 유래하는 일반적 인격권이 제한받는다. 사자의 경우에도 인격적 가치에 대한 중대한 왜곡으로부터 보호되어야 한다. 
헌법 제11조 제2항은, "사회적 특수계급의 제도는 인정되지 아니하며, 어떠한 형태로도 이를 창설할 수 없다'고 하고 있고, 같은 조 제3항은, "훈장 등의 영전은 이를 받은 자에게만 효력이 있고, 어떠한 특권도 이에 따르지 아니한다."고 규정하고 있다. 헌법 제11조 제2항에서의 사회적 특수계급이란 귀족제도, 노예제도, 조선시대의 반상제도와 같은 과거의 봉건적 신분제도뿐만 아니라 신분계급을 창설하는 모든 형태의 계급을 말하고, 헌법 제11조 제3항에서는 영전1대의 원칙을 채택하여 영전의 세습을 금지함으로써 특수계급의 발생을 예방하려는 것이다. 

## 참고 문헌
- 2011.3.31. 2008헌바111 [합헌]